# Grace Manson
Grace Evelyn Manson (1893-1967)  fue una psicóloga norteamericana reconocida por su trabajo como psicóloga ocupacional. 

## Temprana edad y educación
Manson nació el 15 de julio de 1893 en Baltimore, Maryland . Asistió al Goucher College, donde recibió su pregrado en 1915. También, asistió a la Universidad de Columbia, donde recibió su grado de maestría en 1919. Su doctorado fue otorgado por el Instituto Carnegie de Tecnología (ahora Universidad Carnegie Mellon) en 1923. 

## Carrera e investigación
Inició su carrera en investigación en la Universidad de Michigan, donde fue investigadora de 1923 a 1926 e investigadora asociada de 1926 a 1930. Manson luego se mudó a la Universidad Northwestern, donde fue profesora de psicología y directora de investigación de personal. Permaneció allí hasta 1944, cuando se convirtió en funcionaria pública y trabajó para la Administración de Veteranos y la Administración de la Seguridad Social. Su investigación se centró en técnicas de selección, psicología diferencial e investigación de personal  e incluyó estadísticas sobre ocupaciones, ingresos e intereses vocacionales de las mujeres. Fue una investigadora muy citada en su época. Fue miembro de la Asociación Estadounidense de Psicología. 